# Јусу водопад
Јусу водопад (安の滝 Yasu-no-taki) је водопад у вароши Китаакита, Префектура Акита, Јапан, на реци Јонеширо.
То је један од водопада у публикацији "Јапанских топ 100 водопада", објављеној од стране јапанског Министарства за заштиту животне средине 1990. године.
Водопад је подељени у два нивоа. Главни пад од 60 метара на горњем нивоу, као и мањи пад од 30 метара на нижем нивоу. Између нивоа је слив првог водопада.